# Flusso oscuro
Il flusso oscuro (dall'inglese dark flow) è un possibile fenomeno astronomico osservato in alcune galassie negli anni 2000 e descritto a partire dal 2008 da un gruppo di ricercatori guidati da Alexander Kashlinsky. Esso consiste in una componente non casuale comune agli ammassi di galassie non prevista dalla Legge di Hubble, in direzione di una regione del cielo compresa tra le costellazioni del Centauro e della Vela. Si ipotizza che questo moto, stimato 600–1000 km/s, sia il residuo dell'influenza gravitazionale di parti dell'Universo non più osservabili precedenti all'epoca dell'Inflazione.

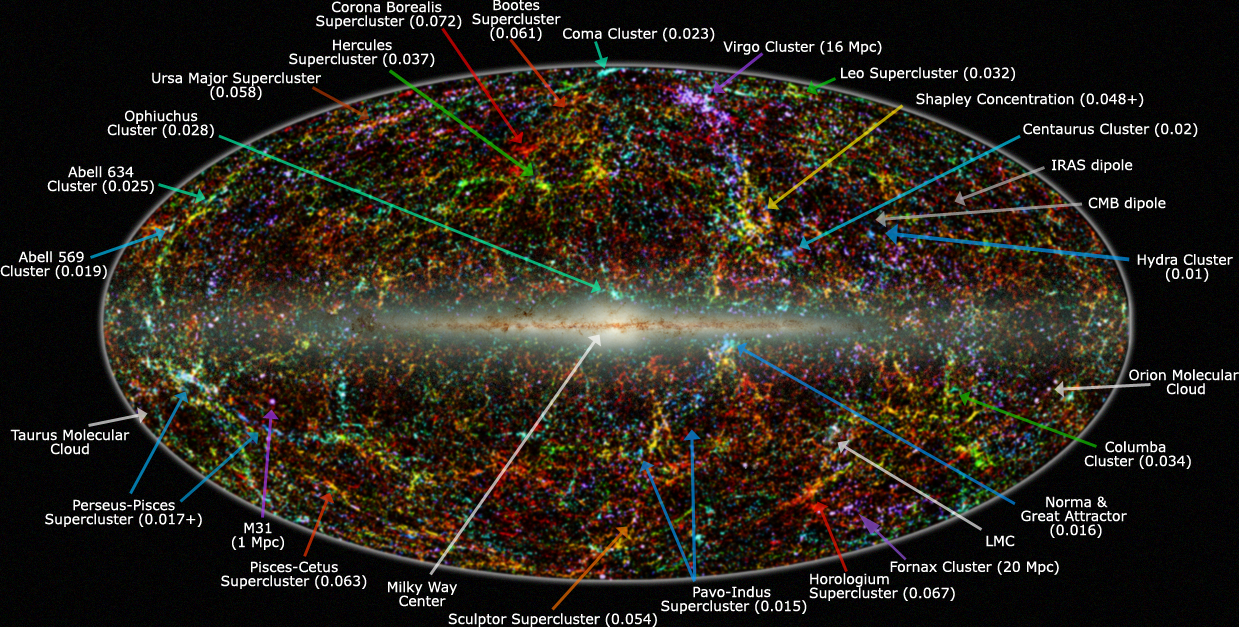
Panoramica delle galassie al di là della Via Lattea. L'ammasso della Norma e il Grande Attrattore sono indicati dalla freccia blu in basso a destra e posizionati vicino al centro galattico.

Il flusso oscuro appare muoversi in direzione delle costellazioni del Centauro e della Vela, cioè nella direzione del Grande Attrattore, un altro grande centro di attrazione gravitazionale scoperto nel 1973. Tuttavia la sorgente di attrazione del Grande Attrattore appare originarsi dall'ammasso di galassie noto come Ammasso della Norma, situato a circa 150-250 milioni di a.l. mentre la sorgente di attrazione del flusso oscuro sembra molto più lontana, probabilmente nella stessa direzione verso cui si sta muovendo il Grande Attrattore.
Il fenomeno è stato osservato grazie all'analisi di come i raggi X emessi dall'ammasso di galassie (distante circa 6 miliardi di anni luce dalla Terra) interagiscano con la radiazione di fondo; i raggi X, modificando il moto dei fotoni della radiazione di fondo, ne variano la temperatura (effetto cinematico Sunyaev-Zel'dovich) ed è stato proprio grazie a questo effetto che i ricercatori hanno dedotto che l'ammasso si muova a enormi velocità verso i confini del cosmo.
Nuove conclusioni basate sulla mappa più aggiornata e a più alta risoluzione del satellite europeo Planck Surveyor sembrerebbero smentire l'esistenza del Flusso Oscuro.

## Ulteriori opinioni
Mike Hudson ha poi osservato un fenomeno simile: una regione dello spazio distante circa 400 milioni di anni luce dalla Terra si muove a una velocità 1,5 volte più elevata del resto. Fenomeno inspiegabile, secondo Hudson, con le nostre attuali conoscenze cosmologiche.
Gli astronomi escludono che la causa sia la materia oscura o l'energia oscura: la materia oscura non può essere la causa del flusso perché in corrispondenza del flusso non c'è materia oscura; non può essere neanche l'energia oscura perché ci si aspetta che essa sia distribuita in modo uniforme nell'universo e non può spiegare quindi lo spostamento a grandi velocità solo di alcune galassie.
I risultati furono pubblicati il 20 ottobre 2008 in un numero di Astrophysical Journal Letters, disponibile on-line. Gli autori dell'articolo affermavano che intendevano estendere le loro analisi ad altri ammassi e ai dati degli ultimi 5 anni forniti dal WMAP.
L'astrofisico Ned Wright ha pubblicato un articolo on-line in cui criticava la nuova teoria affermando che i loro metodi sono errati. Gli autori della teoria del "dark flow" risposero alle critiche con un ulteriore articolo.